# Cầu lông tại Đại hội Thể thao Đông Nam Á 2023
Cầu lông là một trong những môn thể thao tranh tài tại Đại hội Thể thao Đông Nam Á 2023 ở Campuchia, được tổ chức từ ngày 8 đến 16 tháng 5 năm 2023 tại Nhà thi đấu cầu lông thuộc Khu liên hợp thể thao Quốc gia Morodok Techo.

## Nội dung thi đấu
Môn Cầu lông tại Sea Games 32 sẽ bao gồm tám (08) nội dung sau: ba (03) nội dung nam, ba (03) nội dung nữ, một (01) nội dung hỗn hợp và một (01) nội dung đồng đội: 
| TT                              | Nội dung                            | Nam | Nữ | Hỗn hợp | Đồng đội Hỗn hợp |
| ------------------------------- | ----------------------------------- | --- | -- | ------- | ---------------- |
| 1                               | Đơn                                 | ✔   | ✔  |         |                  |
| 2                               | Đôi                                 | ✔   | ✔  | ✔       |                  |
| 3                               | Đồng đội                            | ✔   | ✔  |         |                  |
| 4                               | Đồng đội hỗn hợp (Sự kiện đặc biệt) |     |    |         | ✔                |
| Tổng số nội dung theo giới tính | Tổng số nội dung theo giới tính     | 3   | 3  | 1       | 1                |
| Tổng số nội dung                | Tổng số nội dung                    | 8   | 8  | 8       | 8                |

## Chương trình thi đấu
Môn cầu lông thi đấu từ ngày 08 đến 16 tháng 05 năm 2023, với lịch thi đấu cụ thể như sau:
| Ngày        | Thời gian     | Sự kiện                                                  |
| ----------- | ------------- | -------------------------------------------------------- |
| 08 tháng 05 | 09h00 - 14h00 | Vòng loại đồng đội nữ Vòng loại đồng đội hỗn hợp         |
| 08 tháng 05 | 15h00 - 20h00 | Vòng loại đồng đội nam                                   |
| 09 tháng 05 | 09h00 - 14h00 | Tứ kết đồng đội nữ Bán kết đồng đội hỗn hợp              |
| 09 tháng 05 | 15h00 - 20h00 | Tứ kết đồng đội nam                                      |
| 10 tháng 05 | 09h00 - 14h00 | Bán kết đồng đội nữ Chung kết đồng đội hỗn hợp           |
| 10 tháng 05 | 14h10 - 14h30 | Lễ trao huy chương đồng đội hỗn hợp                      |
| 10 tháng 05 | 15h00 - 19h30 | Bán kết đồng đội nam                                     |
| 11 tháng 05 | 10h00 - 13h00 | Chung kết đồng đội nữ                                    |
| 11 tháng 05 | 13h10 - 13h30 | Lễ trao huy chương đồng đội nữ                           |
| 11 tháng 05 | 15h00 - 18h00 | Chung kết đồng đội nam                                   |
| 11 tháng 05 | 18h10 - 18h30 | Lễ trao huy chương đồng đội nam                          |
| 12 tháng 05 | 09h00 - 21h00 | Vòng 1/16 đơn nam                                        |
| 12 tháng 05 | 09h00 - 21h00 | Vòng 1/16 đơn nữ                                         |
| 12 tháng 05 | 09h00 - 21h00 | Vòng 1/16 đôi nam                                        |
| 12 tháng 05 | 09h00 - 21h00 | Vòng 1/16 đôi nữ                                         |
| 13 tháng 05 | 09h00 - 21h00 | Vòng 1/16 đôi hỗn hợp                                    |
| 13 tháng 05 | 09h00 - 21h00 | Vòng 1/8 đơn nam                                         |
| 13 tháng 05 | 09h00 - 21h00 | Vòng 1/8 đơn nữ                                          |
| 13 tháng 05 | 09h00 - 21h00 | Vòng 1/8 đôi nam                                         |
| 13 tháng 05 | 09h00 - 21h00 | Vòng 1/8 đôi nữ                                          |
| 14 tháng 05 | 09h00 - 17h00 | Vòng 1/8 đôi hỗn hợp                                     |
| 14 tháng 05 | 09h00 - 17h00 | Tứ kết đơn nam                                           |
| 14 tháng 05 | 09h00 - 17h00 | Tứ kết đơn nữ                                            |
| 14 tháng 05 | 09h00 - 17h00 | Tứ kết đôi nam                                           |
| 14 tháng 05 | 09h00 - 17h00 | Tứ kết đôi nữ                                            |
| 15 tháng 05 | 13h00 - 18h00 | Tứ kết đôi hỗn hợp                                       |
| 15 tháng 05 | 13h00 - 18h00 | Bán kết đơn nam                                          |
| 15 tháng 05 | 13h00 - 18h00 | Bán kết đơn nữ                                           |
| 15 tháng 05 | 13h00 - 18h00 | Bán kết đôi nam                                          |
| 15 tháng 05 | 13h00 - 18h00 | Bán kết đôi nữ                                           |
| 16 tháng 05 | 12h00         | Bán kết đôi hỗn hợp                                      |
| 16 tháng 05 | 12h00         | Chung kết các sự kiện đơn                                |
| 16 tháng 05 | 12h00         | Các trận chung kết sẽ diễn ra liên tiếp nhau             |
| 16 tháng 05 | 12h00         | Lễ trao giải sẽ diễn ra sau khi kết thúc mỗi sự kiện Đơn |

## Bảng tổng sắp huy chương
| Hạng               | Đoàn               | Vàng | Bạc | Đồng | Tổng số |
| ------------------ | ------------------ | ---- | --- | ---- | ------- |
| 1                  | Indonesia          | 5    | 3   | 3    | 11      |
| 2                  | Thái Lan           | 2    | 2   | 3    | 7       |
| 3                  | Campuchia          | 1    | 0   | 0    | 1       |
| 4                  | Malaysia           | 0    | 2   | 4    | 6       |
| 5                  | Myanmar            | 0    | 1   | 0    | 1       |
| 6                  | Singapore          | 0    | 0   | 3    | 3       |
| 7                  | Brunei             | 0    | 0   | 1    | 1       |
| 7                  | Lào                | 0    | 0   | 1    | 1       |
| 7                  | Philippines        | 0    | 0   | 1    | 1       |
| Tổng số (9 đơn vị) | Tổng số (9 đơn vị) | 8    | 8   | 16   | 32      |

## Danh sách huy chương
| Nội dung         | Vàng | Bạc | Đồng |
| ---------------- | --- | --- | --- |
| Đơn nam          | Christian Adinata · Indonesia | Chico Aura Dwi Wardoyo · Indonesia | Lee Shun Yang · Malaysia |
| Đơn nam          | Christian Adinata · Indonesia | Chico Aura Dwi Wardoyo · Indonesia | Leong Jun Hao · Malaysia |
| Đơn nữ           | Supanida Katethong · Thái Lan | Lalinrat Chaiwan · Thái Lan | Komang Ayu Cahya Dewi · Indonesia |
| Đơn nữ           | Supanida Katethong · Thái Lan | Lalinrat Chaiwan · Thái Lan | Ester Nurumi Tri Wardoyo · Indonesia |
|                  | | | |
| Đôi nam          | Indonesia · Pramudya Kusumawardana · Yeremia Rambitan | Thái Lan · Peeratchai Sukphun · Pakkapon Teeraratsakul | Indonesia · Muhammad Shohibul Fikri · [Bagas Maulana |
| Đôi nam          | Indonesia · Pramudya Kusumawardana · Yeremia Rambitan | Thái Lan · Peeratchai Sukphun · Pakkapon Teeraratsakul | Singapore · Nge Joo Jie · Johann Prajogo |
| Đôi nữ           | Indonesia · Febriana Dwipuji Kusuma · Amalia Cahaya Pratiwi | Indonesia · Meilysa Trias Puspita Sari · Rachel Allessya Rose | Malaysia · Lee Xin Jie · Low Yeen Yuan |
| Đôi nữ           | Indonesia · Febriana Dwipuji Kusuma · Amalia Cahaya Pratiwi | Indonesia · Meilysa Trias Puspita Sari · Rachel Allessya Rose | Malaysia · Cheng Su Hui · Cheng Su Yin |
| Đôi nam nữ       | Indonesia · Rehan Naufal Kusharjanto · Lisa Ayu Kusumawati | Malaysia · Yap Roy King · Cheng Su Yin | Thái Lan · Ratchapol Makkasasithorn · Chasinee Korepap |
| Đôi nam nữ       | Indonesia · Rehan Naufal Kusharjanto · Lisa Ayu Kusumawati | Malaysia · Yap Roy King · Cheng Su Yin | Thái Lan · Pakkapon Teeraratsakul · Phataimas Muenwong |
|                  | | | |
| Đồng đội nam     | Indonesia · Christian Adinata · Chico Aura Dwi Wardoyo · Alwi Farhan · Muhammad Shohibul Fikri · Rehan Naufal Kusharjanto · Pramudya Kusumawardana · Bagas Maulana · Yeremia Rambitan · Zachariah Josiahno Sumanti        | Malaysia · Beh Chun Meng · Chia Wei Jie]br/>Choong Hon Jian · Goh Boon Zhe · Kok Jing Hong · Lee Shun Yang · Leong Jun Hao · Liew Xun · Ong Ken Yon · Yap Roy King                                                                                           | Singapore · Terry Hee · Joel Koh · Andy Kwek · Marcus Lau · Loh Kean Hean · Loh Kean Yew]] · Nge Joo Jie · Johann Prajogo · Jason Teh · Donovan Willard Wee                                                                                             |
| Đồng đội nam     | Indonesia · Christian Adinata · Chico Aura Dwi Wardoyo · Alwi Farhan · Muhammad Shohibul Fikri · Rehan Naufal Kusharjanto · Pramudya Kusumawardana · Bagas Maulana · Yeremia Rambitan · Zachariah Josiahno Sumanti        | Malaysia · Beh Chun Meng · Chia Wei Jie]br/>Choong Hon Jian · Goh Boon Zhe · Kok Jing Hong · Lee Shun Yang · Leong Jun Hao · Liew Xun · Ong Ken Yon · Yap Roy King                                                                                           | Thái Lan · Chaloempon Charoenkitamorn · Saran Jamsri · Ratchapol Makkasasithorn · Ruttanapak Oupthong · Peeratchai Sukphun · Pakkapon Teeraratsakul · Panitchaphon Teeraratsakul · Sitthikom Thammasin · Parinyawat Thongnuam · Nanthakarn Yordphaisong |
| Đồng đội nữ      | Thái Lan · Benyapa Aimsaard · Nuntakarn Aimsaard · Lalinrat Chaiwan · Laksika Kanlaha · Supanida Katethong · Jongkolphan Kititharakul · Chasinee Korepap · Phataimas Muenwong · Pitchamon Opatniputh · Rawinda Prajongjai | Indonesia · Komang Ayu Cahya Dewi · Hediana Julimarbela · Febriana Dwipuji Kusuma · Lisa Ayu Kusumawati · Amalia Cahaya Pratiwi · Meilysa Trias Puspita Sari · Mutiara Ayu Puspitasari · Rachel Allessya Rose · Ester Nurumi Tri Wardoyo · Stephanie Widjaja | Singapore · Grace Chua Hui Zhen · Heng Xiao En · Insyirah Khan · Jin Yujia · Elsa Lai Yi Ting · Megan Lee Xin Yi · Jessica Tan Wei Han · Crystal Wong Jia Ying · Yeo Jia Min                                                                            |
| Đồng đội nữ      | Thái Lan · Benyapa Aimsaard · Nuntakarn Aimsaard · Lalinrat Chaiwan · Laksika Kanlaha · Supanida Katethong · Jongkolphan Kititharakul · Chasinee Korepap · Phataimas Muenwong · Pitchamon Opatniputh · Rawinda Prajongjai | Indonesia · Komang Ayu Cahya Dewi · Hediana Julimarbela · Febriana Dwipuji Kusuma · Lisa Ayu Kusumawati · Amalia Cahaya Pratiwi · Meilysa Trias Puspita Sari · Mutiara Ayu Puspitasari · Rachel Allessya Rose · Ester Nurumi Tri Wardoyo · Stephanie Widjaja | Philippines · Nicole Albo · Mikaela de Guzman · Christel Rei Fuentespina · Eleanor Inlayo · Alyssa Leonardo · Carlos Maria Bianca · Thea Pomar · Susmita Ramos                                                                                          |
| Đồng đội hỗn hợp | Campuchia · Phon Chenda · Chheng Huy · Chea Lav · Kimloung Lim · Chourng Meng · Heng Mengleap · Sok Rikreay · Yam Samnang · Seavty Teav · Vannthoun Vath                                                                  | Myanmar · Arkar Phone Myat · Aung Myo Htoo · Hein Htut · Thet Htar Thuzar · Twal Tar Oo · Zaw Lin Htoo · Zun Myo Thet | Brunei · Ahmad Mahyuddin Haji Abas · Mohammad Shahirul Jenin · Azri Safwan Jofri · Siti Marinah Salleh · Nuraqilah Shahroney · Woo Chang Huei |
| Đồng đội hỗn hợp | Campuchia · Phon Chenda · Chheng Huy · Chea Lav · Kimloung Lim · Chourng Meng · Heng Mengleap · Sok Rikreay · Yam Samnang · Seavty Teav · Vannthoun Vath                                                                  | Myanmar · Arkar Phone Myat · Aung Myo Htoo · Hein Htut · Thet Htar Thuzar · Twal Tar Oo · Zaw Lin Htoo · Zun Myo Thet | Lào · Phoutsavanh Daopasith · Namboun Luangamath · Manut Phiasoulin · Phonesack Sokthavy · Thidachane Sypaseuth |